# Слобода (Бабынинский район)
Слобода — деревня в Бабынинском районе Калужской области. Входит в состав сельского поселения «Посёлок Бабынино».

## География
Деревня расположена недалеко от районного центра — Бабынино.
Часовой пояс
Деревня Слобода как и вся Калужская область, находится в часовой зоне МСК (московское время). Смещение применяемого времени относительно UTC составляет +3:00.

## Население
| 2002 | 2010 | 2021 |
| ---- | ---- | ---- |
| 59   | ↗63  | ↘62  |